# أنوسنت مدليدلي
أنوسنت مدليدلي (بالإنجليزية: Innocent Mdledle)‏، من مواليد 12 نوفمبر 1985، لاعب كرة قدم جنوب أفريقي.
يلعب مع نادي أورلاندو بايرتس.
بدأ باللعب مع منتخب جنوب أفريقيا لكرة القدم في عام 2007.

## روابط خارجية
- أنوسنت مدليدلي على موقع الاتحاد الدولي (مؤرشف)  (الإنجليزية)
- أنوسنت مدليدلي على موقع قاعدة بيانات كرة القدم.إي يو (الإنجليزية)
- أنوسنت مدليدلي على موقع ناشيونال فوتبول تيمز (الإنجليزية)
- أنوسنت مدليدلي على موقع Soccerway.com (الإنجليزية)
- أنوسنت مدليدلي على موقع عالم كرة القدم.نت (الإنجليزية)
- أنوسنت مدليدلي على موقع كووورة